# Henrik Pürg
Henrik Pürg (ur. 3 czerwca 1996 w Tallinnie) – estoński piłkarz występujący na pozycji środkowego obrońcy.

## Kariera klubowa
Wychowanek Kotkasu Juunior oraz Nõmme Kalju. Przed sezonem 2012 został włączony do kadry Nõmme Kalju U21, a więc drugiej drużyny. W swoim pierwszym sezonie na poziomie seniorskim rozegrał 20 spotkań na 3. poziomie rozrywkowym, na którym strzelił 3 bramki. W sezonie 2014 został włączony do kadry pierwszej drużyny. Z Nõmme wywalczył mistrzostwo Estonii w sezonie 2018.
25 maja 2018 ogłoszono, że Pürg został zawodnikiem Flory Tallinn.

## Kariera reprezentacyjna
W latach 2013–2019 reprezentował Estonię w reprezentacjach od U-17, do U-23.
11 stycznia 2019 został powołany przez selekcjonera Martina Reima na mecz towarzyski z Finlandią, który Pürg rozegrał w całości i zakończył się zwycięstwem Estonii 2:1.

## Statystyki kariery

### Klubowe
| Klub               | Sezon              | Liga               | Liga  | Liga   | Puchar kraju | Puchar kraju | Kontynentalne | Kontynentalne | Inne  | Inne   | Suma  | Suma   |
| Klub               | Sezon              | Poziom             | Mecze | Bramki | Mecze        | Bramki       | Mecze         | Bramki        | Mecze | Bramki | Mecze | Bramki |
| ------------------ | ------------------ | ------------------ | ----- | ------ | ------------ | ------------ | ------------- | ------------- | ----- | ------ | ----- | ------ |
| Nõmme Kalju U21    | 2012               | II liiga           | 20    | 3      | 2            | 0            | –             | –             | 0     | 0      | 22    | 3      |
| Nõmme Kalju U21    | 2013               | Esiliiga B         | 32    | 0      | 0            | 0            | –             | –             | 0     | 0      | 32    | 0      |
| Nõmme Kalju U21    | 2014               | Esiliiga           | 24    | 3      | 0            | 0            | –             | –             | 0     | 0      | 24    | 3      |
| Nõmme Kalju U21    | 2015               | Esiliiga           | 14    | 1      | 0            | 0            | –             | –             | 0     | 0      | 14    | 1      |
| Nõmme Kalju U21    | 2016               | Esiliiga           | 5     | 1      | 0            | 0            | –             | –             | 1     | 0      | 6     | 1      |
| Nõmme Kalju U21    | 2017               | Esiliiga B         | 11    | 1      | 0            | 0            | –             | –             | 0     | 0      | 11    | 1      |
| Nõmme Kalju U21    | Łącznie            | Łącznie            | 106   | 9      | 2            | 0            | 0             | 0             | 1     | 0      | 109   | 9      |
| Nõmme Kalju        | 2014               | Meistriliiga       | 10    | 1      | 2            | 0            | 2             | 0             | 0     | 0      | 14    | 1      |
| Nõmme Kalju        | 2015               | Meistriliiga       | 20    | 0      | 3            | 0            | 0             | 0             | 0     | 0      | 23    | 0      |
| Nõmme Kalju        | 2016               | Meistriliiga       | 16    | 1      | 2            | 0            | 0             | 0             | 0     | 0      | 18    | 1      |
| Nõmme Kalju        | 2017               | Meistriliiga       | 15    | 1      | 3            | 0            | 0             | 0             | 0     | 0      | 18    | 1      |
| Nõmme Kalju        | 2018               | Meistriliiga       | 10    | 1      | 1            | 0            | 0             | 0             | 0     | 0      | 11    | 1      |
| Nõmme Kalju        | Łącznie            | Łącznie            | 71    | 4      | 11           | 0            | 2             | 0             | 0     | 0      | 84    | 4      |
| Flora Tallinna     | 2018               | Meistriliiga       | 17    | 3      | 1            | 0            | 1             | 0             | 0     | 0      | 19    | 3      |
| Flora Tallinna     | 2019               | Meistriliiga       | 29    | 6      | 3            | 0            | 4             | 1             | 0     | 0      | 36    | 7      |
| Flora Tallinna     | 2020               | Meistriliiga       | 23    | 0      | 3            | 2            | 4             | 0             | 1     | 0      | 31    | 2      |
| Flora Tallinna     | 2021               | Meistriliiga       | 17    | 3      | 1            | 1            | 12            | 0             | 0     | 0      | 30    | 4      |
| Flora Tallinna     | Łącznie            | Łącznie            | 86    | 12     | 8            | 3            | 21            | 1             | 1     | 0      | 116   | 16     |
| Łącznie w karierze | Łącznie w karierze | Łącznie w karierze | 263   | 25     | 21           | 3            | 23            | 1             | 2     | 0      | 309   | 29     |

### Reprezentacyjne
| Reprezentacja | Rok     | Mecze | Bramki |
| ------------- | ------- | ----- | ------ |
| Estonia       |         |       |        |
| 2019          | 2       | 0     |        |
| 2020          | 1       | 0     |        |
| 2021          | 4       | 0     |        |
| Łącznie       | Łącznie | 7     | 0      |

## Sukcesy

### Klubowe
Nõmme Kalju
- Mistrzostwo Estonii: 2018

Flora Tallinn
- Mistrzostwo Estonii: 2019, 2020
- Wicemistrzostwo Estonii: 2021
- Zdobywca Pucharu Estonii: 2019/2020
- Zdobywca Superpucharu Estonii: 2020